# Allemagne aux Jeux paralympiques d'été de 2024
L'Allemagne participe aux Jeux paralympiques d'été de 2024 à Paris du 28 août au 8 septembre 2024. Il s'agit de sa 8e participation à des Jeux paralympiques d'été.

## Délégation
La délégation allemande est composée de ? athlètes et ? guides.
Voici la liste des qualifiés et sélectionnés allemands par sport :
| Sport           | Hommes | Femmes | Total |
| --------------- | ------ | ------ | ----- |
| Athlétisme      | 11     | 16     | 27    |
| Aviron          | 4      | 3      | 7     |
| Badminton       | 3      | 0      | 3     |
| Basket-ball     | 12     | 12     | 24    |
| Boccia          | 1      | 1      | 2     |
| Canoë-kayak     | 0      | 3      | 3     |
| Cyclisme        | 5      | 4      | 9     |
| Équitation      | 0      | 4      | 4     |
| Escrime         | 1      | 0      | 1     |
| Judo            | 3      | 3      | 6     |
| Natation        | 5      | 7      | 12    |
| Rugby           | 10     | 2      | 12    |
| Tennis          | 0      | 1      | 1     |
| Tennis de table | 5      | 4      | 9     |
| Tir             | 4      | 1      | 5     |
| Tir à l'arc     | 0      | 1      | 1     |
| Triathlon       | 2      | 3      | 5     |
| Volley-ball     | 12     | 0      | 12    |
| Total           | 78     | 65     | 143   |

## Bilan général
| Sport           | Médaille d'or, Jeux paralympiques | Médaille d'argent, Jeux paralympiques | Médaille de bronze, Jeux paralympiques | Total | Rang pays |
| --------------- | --------------------------------- | ------------------------------------- | -------------------------------------- | ----- | --------- |
| Athlétisme      | 1                                 | 3                                     | 4                                      | 8     | 31e       |
| Aviron          | 0                                 | 0                                     | 1                                      | 1     | 9e        |
| Badminton       | 0                                 | 0                                     | 1                                      | 1     | 13e       |
| Basket-ball     | 0                                 | 0                                     | 1                                      | 1     | 4e        |
| Boccia          | 0                                 | 0                                     | 0                                      | 0     | -         |
| Canoë-kayak     | 0                                 | 0                                     | 3                                      | 3     | 10e       |
| Cyclisme        | 1                                 | 1                                     | 5                                      | 7     | 9e        |
| Équitation      | 0                                 | 3                                     | 3                                      | 6     | 5e        |
| Escrime         | 1                                 | 0                                     | 0                                      | 1     | 4e        |
| Judo            | 0                                 | 0                                     | 1                                      | 1     | 17e       |
| Natation        | 4                                 | 3                                     | 3                                      | 10    | 10e       |
| Rugby           | 0                                 | 0                                     | 0                                      | 0     | -         |
| Tennis          | 0                                 | 0                                     | 0                                      | 0     | -         |
| Tennis de table | 1                                 | 3                                     | 1                                      | 5     | 6e        |
| Tir             | 2                                 | 0                                     | 0                                      | 2     | 3e        |
| Tir à l'arc     | 0                                 | 0                                     | 0                                      | 0     | -         |
| Triathlon       | 0                                 | 1                                     | 2                                      | 3     | 8e        |
| Volley-Ball     | 0                                 | 0                                     | 0                                      | 0     | -         |
| Total           | 10                                | 14                                    | 25                                     | 49    | 11e       |

| Jour          | Médaille d'or, Jeux paralympiques | Médaille d'argent, Jeux paralympiques | Médaille de bronze, Jeux paralympiques | Total |
| ------------- | --------------------------------- | ------------------------------------- | -------------------------------------- | ----- |
| 28 août       |                                   |                                       |                                        |       |
| 29 août       |                                   |                                       |                                        |       |
| 30 août       |                                   |                                       |                                        |       |
| 31 août       |                                   |                                       |                                        |       |
| 1er septembre |                                   |                                       |                                        |       |
| 2 septembre   |                                   | 1                                     | 1                                      | 2     |
| 3 septembre   |                                   |                                       | 1                                      |       |
| 4 septembre   | 1                                 |                                       |                                        | 1     |
| 5 septembre   |                                   | 1                                     | 1                                      | 2     |
| 6 septembre   |                                   | 1                                     |                                        | 1     |
| 7 septembre   |                                   |                                       | 1                                      | 1     |
| 8 septembre   |                                   |                                       |                                        |       |
| Total         | 10                                | 14                                    | 25                                     | 49    |

| Sexe   | Médaille d'or, Jeux paralympiques | Médaille d'argent, Jeux paralympiques | Médaille de bronze, Jeux paralympiques | Total |
| ------ | --------------------------------- | ------------------------------------- | -------------------------------------- | ----- |
| Hommes | 1                                 | 2                                     | 1                                      |       |
| Femmes |                                   | 1                                     | 3                                      |       |
| Mixte  |                                   |                                       |                                        |       |
| Total  | 10                                | 14                                    | 25                                     | 49    |

## Médaillés

### Médailles d’or
| Sport      | Discipline           | Athlète(s)  | Performance | Date        |
| ---------- | -------------------- | ----------- | ----------- | ----------- |
| Athlétisme | Saut en longueur T64 | Markus Rehm | 8,13 m      | 4 septembre |
|            |                      |             |             |             |
|            |                      |             |             |             |
|            |                      |             |             |             |
|            |                      |             |             |             |
|            |                      |             |             |             |
|            |                      |             |             |             |
|            |                      |             |             |             |
|            |                      |             |             |             |
|            |                      |             |             |             |
|            |                      |             |             |             |

### Médailles d’argent
| Sport      | Discipline           | Athlète(s)      | Performance | Date        |
| ---------- | -------------------- | --------------- | ----------- | ----------- |
| Athlétisme | 100 m T64            | Johannes Floors | 46 s 90     | 6 septembre |
| Athlétisme | Lancer de poids F41  | Niko Kappel     | 13,74 m     | 2 septembre |
| Athlétisme | Saut en longueur T38 | Nele Moos       | 5,13 m      | 5 septembre |
|            |                      |                 |             |             |
|            |                      |                 |             |             |
|            |                      |                 |             |             |
|            |                      |                 |             |             |
|            |                      |                 |             |             |
|            |                      |                 |             |             |
|            |                      |                 |             |             |
|            |                      |                 |             |             |
|            |                      |                 |             |             |
|            |                      |                 |             |             |
|            |                      |                 |             |             |

### Médailles de bronze
| Sport       | Discipline          | Athlète(s) | Performance               | Date          |
| ----------- | ------------------- | --- | ------------------------- | ------------- |
| Athlétisme  | 100 m T64 masculin  | Felix Streng | 10 s 77                   | 2 septembre   |
| Athlétisme  | 100 m T12 féminin   | Katrin Mueller-Rottgardt | 12 s 26                   | 5 septembre   |
| Athlétisme  | 200 m T64 féminin   | Irmgard Bensusan | 26 s 77                   | 3 septembre   |
| Athlétisme  | 400 m T38 féminin   | Lindy Ave | 1 min 0 s 37              | 7 septembre   |
| Aviron      | Deux de couple PR3  | Hermine Krumbein Jan Helmich | 7 min 28 s 31             | 1er septembre |
| Badminton   | Simple WH1 masculin | Thomas Wandschneider | 2 - 0 contre Jeong Jaegun | 2 septembre   |
| Basket-ball | Tournoi masculin    | Jens-Eike Albrecht Thomas Boehme Alexander Budde Nico Dreimuller Lukas Glossner Matthias Guntner Jan Haller Aliaksandr Halouski Tobias Hell Julian Lammering Thomas Reier Jan Sadler | 75 - 62 contre le Canada  | 7 septembre   |
|             |                     | |                           |               |
|             |                     | |                           |               |
|             |                     | |                           |               |
|             |                     | |                           |               |
|             |                     | |                           |               |
|             |                     | |                           |               |
|             |                     | |                           |               |
|             |                     | |                           |               |
|             |                     | |                           |               |
|             |                     | |                           |               |
|             |                     | |                           |               |
|             |                     | |                           |               |
|             |                     | |                           |               |
|             |                     | |                           |               |
|             |                     | |                           |               |
|             |                     | |                           |               |
|             |                     | |                           |               |
|             |                     | |                           |               |

### Athlétisme
Hommes
| Athlètes        | Épreuve   | Série / 1er tour | Série / 1er tour | Demi-finales | Demi-finales | Finale       | Finale                                 |
| Athlètes        | Épreuve   | Temps            | Rang             | Temps        | Rang         | Temps        | Rang                                   |
| --------------- | --------- | ---------------- | ---------------- | ------------ | ------------ | ------------ | -------------------------------------- |
| Marcel Boettger | 100 m T11 | 11 s 34          | 5e               | 11 s 36      | 7e           | Éliminé      | Éliminé                                |
| Max Marzillier  | 100 m T13 | 11 s 46          | 11e              | Non disputé  | Non disputé  | Éliminé      | Éliminé                                |
| Max Marzillier  | 400 m T13 | Non disputé      | Non disputé      | Non disputé  | Non disputé  | 50 s 49      | 6e                                     |
| Phil Grolla     | 100 m T47 | 10 s 94          | 10e              | Non disputé  | Non disputé  | Éliminé      | Éliminé                                |
| Leon Schaefer   | 100 m T63 | 12 s 11          | 3e               | Non disputé  | Non disputé  | 12 s 12      | 4e                                     |
| Felix Streng    | 100 m T64 | 10 s 79          | 3e               | Non disputé  | Non disputé  | 10 s 77      | Médaille de bronze, Jeux paralympiques |
| Felix Streng    | 200 m T64 | 22 s 31          | 2e               | Non disputé  | Non disputé  | DQ           | -                                      |
| Johannes Floors | 100 m T64 | 10 s 92          | 4e               | Non disputé  | Non disputé  | 10 s 85      | 4e                                     |
| Johannes Floors | 400 m T62 | Non disputé      | Non disputé      | Non disputé  | Non disputé  | 46 s 90 (SB) | Médaille d'argent, Jeux paralympiques  |

| Athlètes       | Épreuve              | Finale      | Finale                                |
| Athlètes       | Épreuve              | Performance | Rang                                  |
| -------------- | -------------------- | ----------- | ------------------------------------- |
| Andreas Walser | Saut en longueur T12 | 6,73 m (SB) | 6e                                    |
| Leon Schaefer  | Saut en longueur T63 | 6,93 m      | 4e                                    |
| Markus Rehm    | Saut en longueur T64 | 8,13 m      | Médaille d'or, Jeux paralympiques     |
| Noah Bodelier  | Saut en longueur T64 | 6,98 m      | 6e                                    |
| Yannis Fischer | Lancer de poids F40  | 10,56 m     | 6e                                    |
| Niko Kappel    | Lancer de poids F41  | 13,74 m     | Médaille d'argent, Jeux paralympiques |

Femmes
| Athlètes                 | Épreuve      | Série / 1er tour | Série / 1er tour | Demi-finales | Demi-finales | Finale            | Finale                                 |
| Athlètes                 | Épreuve      | Temps            | Rang             | Temps        | Rang         | Temps             | Rang                                   |
| ------------------------ | ------------ | ---------------- | ---------------- | ------------ | ------------ | ----------------- | -------------------------------------- |
| Katrin Mueller-Rottgardt | 100 m T12    | 12 s 32          | 3e               | 12 s 26 (SB) | 2e           | 12 s 26           | Médaille de bronze, Jeux paralympiques |
| Katrin Mueller-Rottgardt | 200 m T12    | 25 s 20          | 3e               | 25 s 15 (SB) | 5e           | Éliminée          | Éliminée                               |
| Isabelle Foerder         | 100 m T35    | Non disputée     | Non disputée     | Non disputée | Non disputée | 16 s 36           | 8e                                     |
| Isabelle Foerder         | 200 m T35    | Non disputée     | Non disputée     | Non disputée | Non disputée | 34 s 39           | 7e                                     |
| Nicole Nicoleitzik       | 100 m T36    | 14 s 95 (SB)     | 9e               | Non disputée | Non disputée | Éliminée          | Éliminée                               |
| Nicole Nicoleitzik       | 200 m T36    | 30 s 88 (SB)     | 6e               | Non disputée | Non disputée | 31 s 72           | 8e                                     |
| Laura Burbulla           | 100 m T37    | 15 s 33 (SB)     | 10e              | Non disputée | Non disputée | Éliminée          | Éliminée                               |
| Friederike Brose         | 100 m T38    | 13 s 80          | 16e              | Non disputée | Non disputée | Éliminée          | Éliminée                               |
| Lindy Ave                | 100 m T38    | 13 s 08 (SB)     | 11e              | Non disputée | Non disputée | Éliminée          | Éliminée                               |
| Lindy Ave                | 400 m T38    | 1 min 1 s 58     | 7e               | Non disputée | Non disputée | 1 min 0 s 37 (SB) | Médaille de bronze, Jeux paralympiques |
| Nele Moos                | 100 m T38    | 13 s 38 (PB)     | 13e              | Non disputée | Non disputée | Éliminée          | Éliminée                               |
| Nele Moos                | 400 m T38    | 1 min 1 s 56     | 6e               | Non disputée | Non disputée | 1 min 0 s 91 (PB) | 7e                                     |
| Jule Ross                | 100 m T47    | 12 s 72 (PB)     | 11e              | Non disputée | Non disputée | Éliminée          | Éliminée                               |
| Jule Ross                | 200 m T47    | 25 s 93 (PB)     | 9e               | Non disputée | Non disputée | Éliminée          | Éliminée                               |
| Jule Ross                | 400 m T47    | 1 min 1 s 08     | 8e               | Non disputée | Non disputée | 59 s 47           | 8e                                     |
| Kim Marie Vaske          | 100 m T47    | 13 s 22          | 15e              | Non disputée | Non disputée | Éliminée          | Éliminée                               |
| Kim Marie Vaske          | 200 m T47    | 27 s 17 (PB)     | 15e              | Non disputée | Non disputée | Éliminée          | Éliminée                               |
| Irmgard Bensusan         | 100 m T64    | 13 s 20          | 7e               | Non disputée | Non disputée | 13 s 31           | 8e                                     |
| Irmgard Bensusan         | 200 m T64    | 27 s 40          | 3e               | Non disputée | Non disputée | 26 s 77 (SB)      | Médaille de bronze, Jeux paralympiques |
| Merle Marie Menje        | 800 m T54    | 1 min 52 s 83    | 12e              | Non disputée | Non disputée | Éliminée          | Éliminée                               |
| Merle Marie Menje        | 1 500 m T54  | 3 min 21 s 86    | 6e               | Non disputée | Non disputée | Éliminée          | Éliminée                               |
| Merle Marie Menje        | 5 000 m T54  | 12 min 44 s 17   | 7e               | Non disputée | Non disputée | 11 min 49 s 97    | 7e                                     |
| Merle Marie Menje        | Marathon T54 | Non disputé      | Non disputé      | Non disputé  | Non disputé  | 1 h 55 min 54 s   | 9e                                     |

| Athlètes                 | Épreuve               | Finale       | Finale                                |
| Athlètes                 | Épreuve               | Performance  | Rang                                  |
| ------------------------ | --------------------- | ------------ | ------------------------------------- |
| Katrin Mueller-Rottgardt | Saut en longueur T12  | 4,91 m       | 5e                                    |
| Laura Burbulla           | Saut en longueur T37  | 3,95 m       | 7e                                    |
| Friederike Brose         | Saut en longueur T38  | 4,35 m       | 9e                                    |
| Nele Moos                | Saut en longueur T38  | 5,13 m (PB)  | Médaille d'argent, Jeux paralympiques |
| Jule Ross                | Saut en longueur T47  | 4,84 m       | 11e                                   |
| Frances Herrmann         | Lancer de javelot F34 | 17,18 m      | 5e                                    |
| Lise Petersen            | Lancer de javelot F46 | 36,62 m      | 8e                                    |
| Martina Willing          | Lancer de javelot F56 | 18,96 m      | 6e                                    |
| Charleen Kosche          | Lancer de poids F34   | 7,22 m       | 6e                                    |
| Kim Marie Vaske          | Lancer de poids F46   | 9,04 m       | 15e                                   |
| Lisa Martin Wagner       | Lancer de poids F64   | 10,56 m (PB) | 7e                                    |

### Aviron
| Athlètes     | Compétition | Série         | Série | Repêchage     | Repêchage | Finale        | Finale |
| Athlètes     | Compétition | Temps         | Rang  | Temps         | Rang      | Temps         | Rang   |
| ------------ | ----------- | ------------- | ----- | ------------- | --------- | ------------- | ------ |
| Marcus Klemp | Skiff PR1   | 9 min 26 s 88 | 6e    | 9 min 36 s 29 | 5e        | 9 min 47 s 43 | 6e     |

| Athlètes                                                    | Compétition        | Série         | Série | Repêchage | Repêchage | Finale        | Finale                                 |
| Athlètes                                                    | Compétition        | Temps         | Rang  | Temps     | Rang      | Temps         | Rang                                   |
| ----------------------------------------------------------- | ------------------ | ------------- | ----- | --------- | --------- | ------------- | -------------------------------------- |
| Hermine Krumbein Jan Helmich                                | Deux de couple PR3 | 7 min 12 s 07 | 2e    | Exemptés  | Exemptés  | 7 min 28 s 31 | Médaille de bronze, Jeux paralympiques |
| Katherin Marchand Marc Lembeck Susanne Lackner Valentin Luz | Quatre barré PR2   | 6 min 56 s 84 | 2e    | Exemptés  | Exemptés  | 7 min 3 s 17  | 4e                                     |

### Badminton
Hommes
| Athlète                                    | Compétition  | Phase de Poules      | Phase de Poules                 | Phase de Poules             | Phase de Poules | Quart de finale     | Demi-finale         | Finale Match pour la 3e place | Finale Match pour la 3e place          |
| Athlète                                    | Compétition  | Adversaire Résultat  | Adversaire Résultat             | Adversaire Résultat         | Rang            | Adversaire Résultat | Adversaire Résultat | Adversaire Résultat           | Rang                                   |
| ------------------------------------------ | ------------ | -------------------- | ------------------------------- | --------------------------- | --------------- | ------------------- | ------------------- | ----------------------------- | -------------------------------------- |
| Thomas Wandschneider                       | Simple WH1   | Toupé Victoire 2-0   | Tong Victoire 2-1               | Non disputé                 | 1re             | Non disputé         | Qu Défaite 0-2      | Jeong Victoire 2-0            | Médaille de bronze, Jeux paralympiques |
| Rick Cornell Hellmann                      | Simple WH2   | Mai Défaite 1-2      | Yu Défaite 1-2                  | Non disputé                 | 9e              | Éliminé             | Éliminé             | Éliminé                       | Éliminé                                |
| Marcel Adam                                | Simple SL4   | Nnanna Défaite 0-2   | Setiawan Défaite 0-2            | Non disputé                 | 9e              | Éliminé             | Éliminé             | Éliminé                       | Éliminé                                |
| Rick Cornell Hellmann Thomas Wandschneider | Double WH1-2 | Mai / Qu Défaite 0-2 | Kajiwara / Murayama Défaite 0-2 | Noorlan / Ramli Défaite 0-2 | 7e              | Éliminé             | Éliminé             | Éliminé                       | Éliminé                                |

### Basket-ball
| Athlètes | Épreuve          | Phase de groupe               | Phase de groupe       | Phase de groupe        | Phase de groupe | Quart de finale        | Demi-finale / MdC             | Finale / MB / MdC             | Rang                                   |
| Athlètes | Épreuve          | Adversaire Score              | Adversaire Score      | Adversaire Score       | Rang            | Adversaire Score       | Adversaire Score              | Adversaire Score              | Rang                                   |
| --- | ---------------- | ----------------------------- | --------------------- | ---------------------- | --------------- | ---------------------- | ----------------------------- | ----------------------------- | -------------------------------------- |
| Jens-Eike Albrecht Thomas Boehme Alexander Budde Nico Dreimuller Lukas Glossner Matthias Guntner Jan Haller Aliaksandr Halouski Tobias Hell Julian Lammering Thomas Reier Jan Sadler | Tournoi masculin | Grande-Bretagne Défaite 55-76 | France Victoire 72-64 | Canada Défaite 52-58   | 3e du gr. A     | Espagne Victoire 57-49 | Grande-Bretagne Défaite 71-43 | Canada Victoire 75-62         | Médaille de bronze, Jeux paralympiques |
| Lisa Bergenthal Svenja Erni Vanessa Erskine Amanda Fanariotis Marie Kier Maya Lindholm Svenja Mayer Mareike Miller Anne Patzwald Nathalie Passiwan Lilly-Rose Sellak Catharina Weiss | Tournoi féminin  | États-Unis Défaite 44-73      | Japon Victoire 67-55  | Pays-Bas Défaute 68-48 | e du gr. B      | Canada Défaite 53-71   | Espagne Victoire 51-45        | Grande-Bretagne Défaite 39-48 | 6e                                     |

### Boccia
Hommes
| Athlète       | Compétition    | Phase de poules | Phase de poules | Phase de poules | Phase de poules | Phase de poules | Demi-Finale | Finale | Rang |
| Athlète       | Compétition    | Match 1         | Match 2         | Match 3         | Match 4         | Rang            | Demi-Finale | Finale | Rang |
| ------------- | -------------- | --------------- | --------------- | --------------- | --------------- | --------------- | ----------- | ------ | ---- |
| Boris Nicolai | Individuel BC4 |                 |                 |                 |                 |                 |             |        |      |

Femmes
| Athlète         | Compétition    | Phase de poules | Phase de poules | Phase de poules | Phase de poules | Phase de poules | Demi-Finale | Finale | Rang |
| Athlète         | Compétition    | Match 1         | Match 2         | Match 3         | Match 4         | Rang            | Demi-Finale | Finale | Rang |
| --------------- | -------------- | --------------- | --------------- | --------------- | --------------- | --------------- | ----------- | ------ | ---- |
| Anita Raguwaran | Individuel BC4 |                 |                 |                 |                 |                 |             |        |      |

### Canoë-kayak
Femmes
| Athlètes        | Compétition | Séries | Séries | Demi-finales | Demi-finales | Finales | Finales |
| Athlètes        | Compétition | Temps  | Rang   | Temps        | Rang         | Temps   | Rang    |
| --------------- | ----------- | ------ | ------ | ------------ | ------------ | ------- | ------- |
| Edina Müller    | KL1         |        | e      |              | e            |         | e       |
| Anja Adler      | KL2         |        | e      |              | e            |         | e       |
| Felicia Laberer | KL3         |        | e      |              | e            |         | e       |

### Équitation
| Athlète            | Cheval | Catégorie | Grand Prix individuel | Grand Prix individuel | Grand Prix libre | Grand Prix libre |             | Par équipe | Par équipe | Par équipe |
| Athlète            | Cheval | Catégorie | Score                 | Rang                  | Score            | Rang             | Score indiv | Total      | Rang       |            |
| ------------------ | ------ | --------- | --------------------- | --------------------- | ---------------- | ---------------- | ----------- | ---------- | ---------- | ---------- |
| Heidemarie Dresing |        | Grade II  |                       |                       |                  |                  |             |            |            |            |
| Anna-Lena Niehues  |        | Grade IV  |                       |                       |                  |                  |             |            |            |            |
| Regine Mispelkamp  |        | Grade V   |                       |                       |                  |                  |             |            |            |            |
| Isabell Nowak      |        | Grade V   |                       |                       |                  |                  |             |            |            |            |

### Escrime
| Athlète         | Compétition  | Poules     | Poules     | Poules     | Poules     | Poules     | Poules     | Poules | Huitièmes de finale | Quarts de finale | Demi finales | Finale / 3e place | Rang |
| Athlète         | Compétition  | Match 1    | Match 2    | Match 3    | Match 4    | Match 5    | Match 6    | Cl.    | Huitièmes de finale | Quarts de finale | Demi finales | Finale / 3e place | Rang |
| Athlète         | Compétition  | Adv. Score | Adv. Score | Adv. Score | Adv. Score | Adv. Score | Adv. Score | Cl.    | Adv. Score          | Adv. Score       | Adv. Score   | Adv. Score        | Rang |
| --------------- | ------------ | ---------- | ---------- | ---------- | ---------- | ---------- | ---------- | ------ | ------------------- | ---------------- | ------------ | ----------------- | ---- |
| Maurice Schmidt | Épée cat. A  |            |            |            |            |            |            |        |                     |                  |              |                   |      |
| Maurice Schmidt | Sabre cat. A |            |            |            |            |            |            |        |                     |                  |              |                   |      |

### Judo
Hommes
| Athlète             | Compétition       | 1er tour            | Quart de finale     | Demi-finale         | Repêchage 1         | Repêchage 2         | Finale              | Rang |
| Athlète             | Compétition       | Adversaire Résultat | Adversaire Résultat | Adversaire Résultat | Adversaire Résultat | Adversaire Résultat | Adversaire Résultat | Rang |
| ------------------- | ----------------- | ------------------- | ------------------- | ------------------- | ------------------- | ------------------- | ------------------- | ---- |
| Lennart Sass        | Moins de 73 kg J1 |                     |                     |                     |                     |                     |                     |      |
| Nikolai Kornhass    | Moins de 73 kg J2 |                     |                     |                     |                     |                     |                     |      |
| Daniel Rafael Goral | Moins de 90 kg J2 |                     |                     |                     |                     |                     |                     |      |

Femmes
| Athlète        | Compétition       | 1er tour            | Quart de finale     | Demi-finale         | Repêchage 1         | Repêchage 2         | Finale              | Rang |
| Athlète        | Compétition       | Adversaire Résultat | Adversaire Résultat | Adversaire Résultat | Adversaire Résultat | Adversaire Résultat | Adversaire Résultat | Rang |
| -------------- | ----------------- | ------------------- | ------------------- | ------------------- | ------------------- | ------------------- | ------------------- | ---- |
| Tabea Mueller  | Moins de 48 kg J1 |                     |                     |                     |                     |                     |                     |      |
| Isabell Thal   | Moins de 48 kg J2 |                     |                     |                     |                     |                     |                     |      |
| Ramona Brussig | Moins de 57 kg J2 |                     |                     |                     |                     |                     |                     |      |

### Natation
| Athlète            | Épreuve             | Séries | Séries | Finale | Finale |
| Athlète            | Épreuve             | Temps  | Rang   | Temps  | Rang   |
| ------------------ | ------------------- | ------ | ------ | ------ | ------ |
| Josia Topf         | 50 m nage libre S3  |        | e      |        | e      |
| Josia Topf         | 200 m nage libre S3 |        | e      |        | e      |
| Josia Topf         | 50 m dos S3         |        | e      |        | e      |
| Josia Topf         | 150 m 4 nages SM3   |        | e      |        | e      |
| Malte Braunschweig | 50 m nage libre S9  |        | e      |        | e      |
| Malte Braunschweig | 100 m papillon S9   |        | e      |        | e      |
| Taliso Engel       | 50 m nage libre S13 |        | e      |        | e      |
| Taliso Engel       | 100 m brasse SB13   |        | e      |        | e      |
| Taliso Engel       | 200 m 4 nages SM13  |        | e      |        | e      |
| Philip Hebmueller  | 100 m dos S13       |        | e      |        | e      |
| Philip Hebmueller  | 100 m brasse SB13   |        | e      |        | e      |
| Philip Hebmueller  | 100 m papillon S13  |        | e      |        | e      |
| Philip Hebmueller  | 200 m 4 nages SM13  |        | e      |        | e      |
| Maurice Wetekam    | 100 m brasse SB9    |        | e      |        | e      |
| Maurice Wetekam    | 200 m 4 nages SM9   |        | e      |        | e      |

| Athlète         | Épreuve              | Séries | Séries | Finale | Finale |
| Athlète         | Épreuve              | Temps  | Rang   | Temps  | Rang   |
| --------------- | -------------------- | ------ | ------ | ------ | ------ |
| Tanja Scholz    | 50 m nage libre S4   |        | e      |        | e      |
| Tanja Scholz    | 100 m nage libre S5  |        | e      |        | e      |
| Tanja Scholz    | 200 m nage libre S5  |        | e      |        | e      |
| Tanja Scholz    | 50 m dos S4          |        | e      |        | e      |
| Tanja Scholz    | 150 m 4 nages S4     |        | e      |        | e      |
| Verena Schott   | 50 m nage libre S6   |        | e      |        | e      |
| Verena Schott   | 100 m dos S6         |        | e      |        | e      |
| Verena Schott   | 100 m brasse SB5     |        | e      |        | e      |
| Verena Schott   | 50 m papillon S6     |        | e      |        | e      |
| Verena Schott   | 200 m 4 nages SM6    |        | e      |        | e      |
| Elena Krawzow   | 50 m nage libre S13  |        | e      |        | e      |
| Elena Krawzow   | 100 m brasse SB11    |        | e      |        | e      |
| Naomi Schwarz   | 50 m nage libre S13  |        | e      |        | e      |
| Naomi Schwarz   | 100 m nage libre S12 |        | e      |        | e      |
| Naomi Schwarz   | 100 m dos S12        |        | e      |        | e      |
| Gina Boettcher  | 100 m nage libre S5  |        | e      |        | e      |
| Gina Boettcher  | 50 m dos S4          |        | e      |        | e      |
| Gina Boettcher  | 50 m brasse SB3      |        | e      |        | e      |
| Gina Boettcher  | 150 m 4 nages SM4    |        | e      |        | e      |
| Mira Maack      | 400 m nage libre S8  |        | e      |        | e      |
| Mira Maack      | 100 m dos S8         |        | e      |        | e      |
| Mira Maack      | 200 m 4 nages SM8    |        | e      |        | e      |
| Johanna Doehler | 400 m nage libre S13 |        | e      |        | e      |
| Johanna Doehler | 100 m brasse SB13    |        | e      |        | e      |
| Johanna Doehler | 200 m 4 nages SM13   |        | e      |        | e      |

### Rugby-fauteuil
| Athlètes | Épreuve | Phase de groupe  | Phase de groupe  | Phase de groupe  | Phase de groupe | Quart de finale  | Demi-finale      | Finale / MB      | Rang |
| Athlètes | Épreuve | Adversaire Score | Adversaire Score | Adversaire Score | Rang            | Adversaire Score | Adversaire Score | Adversaire Score | Rang |
| -------- | ------- | ---------------- | ---------------- | ---------------- | --------------- | ---------------- | ---------------- | ---------------- | ---- |

### Tennis en fauteuil roulant
| Athlètes (tête de série) | Épreuves | 1er tour            | 2e tour             | 3e tour             | Quarts de finale    | Demi-finales        | Finale / MB         | Finale / MB |
| Athlètes (tête de série) | Épreuves | Adversaire Résultat | Adversaire Résultat | Adversaire Résultat | Adversaire Résultat | Adversaire Résultat | Adversaire Résultat | Classement  |
| ------------------------ | -------- | ------------------- | ------------------- | ------------------- | ------------------- | ------------------- | ------------------- | ----------- |

### Tir
| Athlète | Épreuve | Qualification | Qualification | Finale | Finale |
| Athlète | Épreuve | Score         | Rang          | Score  | Rang   |
| ------- | ------- | ------------- | ------------- | ------ | ------ |

### Tir à l'arc
| Athlète | Compétition | Tour préliminaire | Tour préliminaire | 32es de finale   | 16es de finale   | 8es de finale    | Quarts de finale | Demi-finales     | Finale / MB      | Rang |
| Athlète | Compétition | Score             | Rang              | Adversaire Score | Adversaire Score | Adversaire Score | Adversaire Score | Adversaire Score | Adversaire Score | Rang |
| ------- | ----------- | ----------------- | ----------------- | ---------------- | ---------------- | ---------------- | ---------------- | ---------------- | ---------------- | ---- |

### Volley-ball
| Athlètes | Épreuve | Phase de groupe  | Phase de groupe  | Phase de groupe  | Phase de groupe | Quart de finale  | Demi-finale      | Finale / MB      | Rang |
| Athlètes | Épreuve | Adversaire Score | Adversaire Score | Adversaire Score | Rang            | Adversaire Score | Adversaire Score | Adversaire Score | Rang |
| -------- | ------- | ---------------- | ---------------- | ---------------- | --------------- | ---------------- | ---------------- | ---------------- | ---- |